# Melodifestivalen 1962

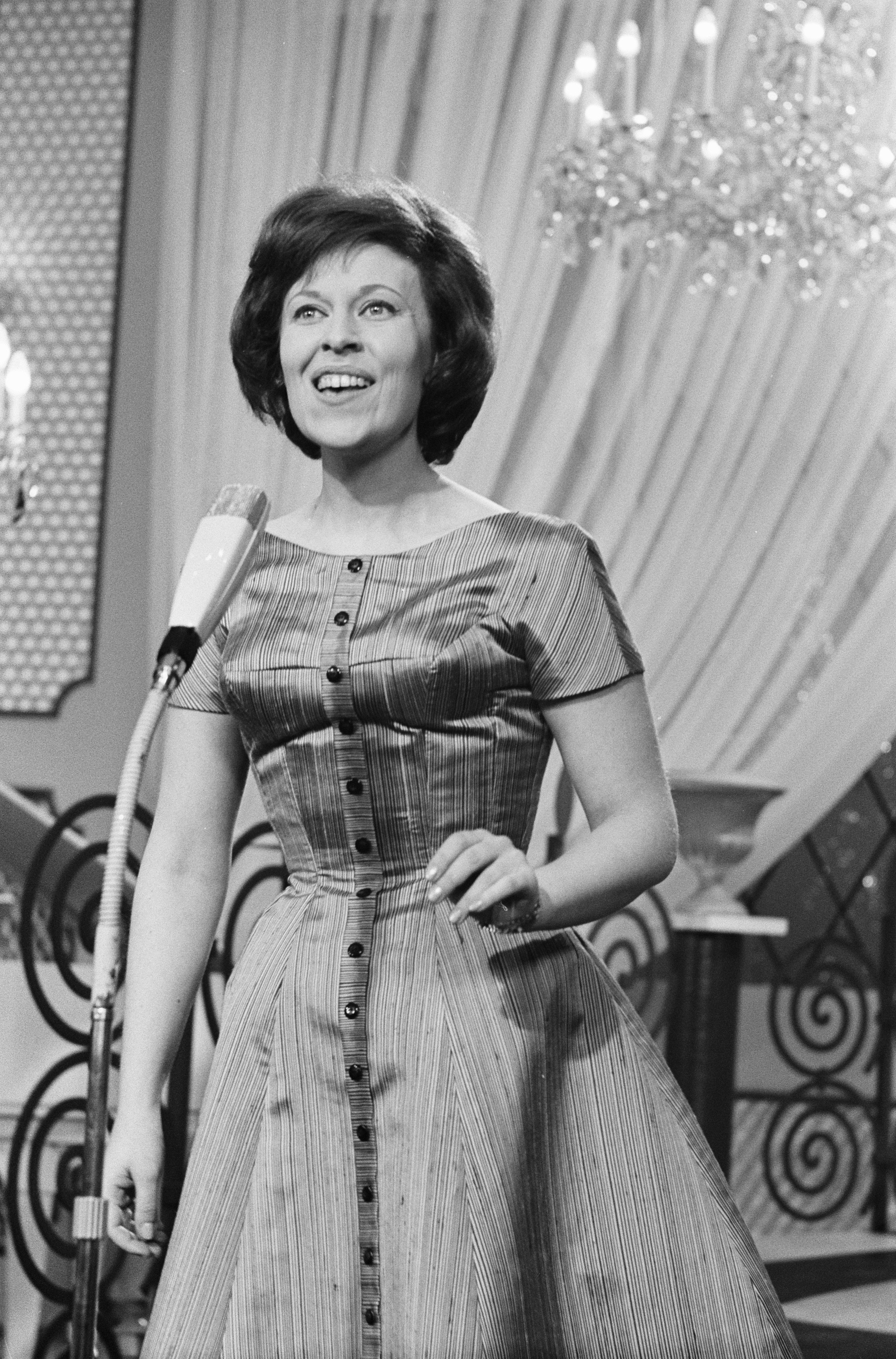
Inger Berggren en Eurovisión en 1962.

El Melodifestivalen 1962 se transmitió desde el Cirkus de Estocolmo el 13 de febrero, siendo el presentador Bengt Feldreich.
El director de orquesta fue Egon Kjerrman, con la colaboración de Göte Wilhelmsson.
Cada canción era interpretada por dos artistas distintos. A la gran final de Luxemburgo fue finalmente Inger Berggren

## Resultados
| Artista                              | Canción                     | Texto/Música                | Puntos  | Posición |
| ------------------------------------ | --------------------------- | --------------------------- | ------- | -------- |
| Inger Berggren y Lily Berglund       | Sol och vår                 | Åke Gerhard y Ulf Källqvist | 102 327 | 1        |
| Monica Zetterlund y Carli Tornehave  | När min vän kommer tillbaka | Owe Törnqvist               | 74 077  | 2        |
| Carli Tornehave y Otto Brandenburg   | Anneli                      | Per Lindqvist               | 13 401  | 3        |
| Otto Brandenburg y Östen Warnerbring | Lolo-Lolita                 | Bo Eneby y Bobbie Ericson   | 11 858  | 4        |
| Lily Berglund y Inger Berggren       | Sagans underbara värld      | Britt Lindeborg             | 6 885   | 5        |
| Östen Warnerbring y Mona Grain       | Trollen ska trivas          | Britt Lindeborg             | 4 001   | 6        |

Una séptima canción "Kärlek och pepparrot" de Olle Adolphson y Björn Lindroth fue descalificada después de haber sido transmitida por radio contradiciendo el reglamento interno del concurso.